# Jan Fajge
Jan Edmund Fajge pseud. Czarny Roman, Murzyn, Roman (ur. 11 czerwca?/24 czerwca 1917 w Bojarce koło Kijowa lub w Warszawie, zm. w lutym 1942 w Warszawie) – żołnierz Gwardii Ludowej, działacz ZWW i PPR.

## Życiorys

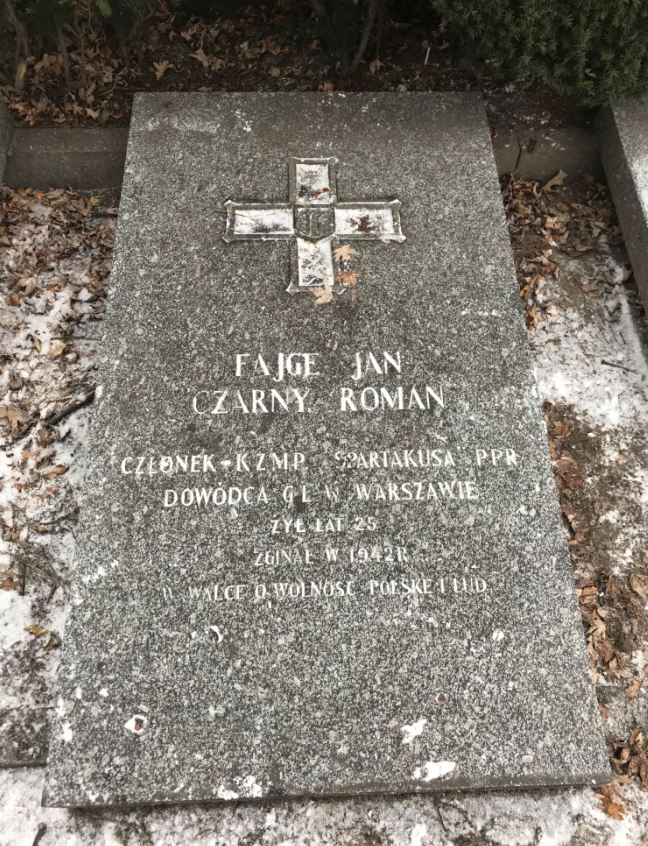
Grób Jana Fajge na Cmentarzu Wojskowym na Powązkach (grudzień 2021)

Uczęszczał do Gimnazjum im. T. Reytana w Warszawie, gdzie w 1935 wstąpił do OMS „Spartakus”. Po uzyskaniu matury w czerwcu 1937 zgłosił się do odbycia jednorocznej służby wojskowej w Szkole Podchorążych Rezerwy. W październiku 1938 rozpoczął studia historyczne na wydziale humanistycznym Uniwersytetu Warszawskiego.
Zmobilizowany latem 1939, wziął udział w wojnie polsko-niemieckiej i został ciężko ranny w bitwie nad Bzurą. Zbiegł ze szpitala jenieckiego w Radomiu, unikając wysłania do oflagu. Po powrocie do Warszawy włączył się do działalności konspiracyjnej. W listopadzie 1939 uczestniczył w zebraniu założycielskim konspiracyjnej organizacji młodzieżowej Spartakus w mieszkaniu siostry Ładysława Buczyńskiego, Stanisławy Kartasińskiej, przy ul. Lądowej. Został członkiem kierownictwa Spartakusa i współpracownikiem jego organu prasowego „Strzały”, wydawanego od listopada 1939. Po rozwiązaniu organizacji wiosną 1941 wstąpił do grupy tzw. biuletynowców, gdzie obok Hanny Sawickiej odpowiadał za sprawy młodzieżowe, a następnie wraz z większością organizacji do ZWW. Mianowany dowódcą warszawskiej organizacji ZWW, był m.in. inicjatorem i dowódcą pierwszej akcji dywersyjnej ZWW – podpalenia pięciu niemieckich samochodów wojskowych jesienią 1941 w warsztacie na rogu ul. Czerniakowskiej i Mącznej. Zarobkowo pracował w warsztacie rowerowym „Tempo” przy ul. Wspólnej 26; utworzył tam podręczny punkt naprawy broni, a w piwnicy magazyn broni. Równocześnie współpracował z „Biuletynem Radiowym”, organem ZWW, i współorganizował kolportaż. W styczniu 1942, kiedy ZWW wszedł w skład PPR, był współtwórcą warszawskiej organizacji PPR. Uczestniczył w przygotowywaniu do druku 1 numeru „Trybuny Wolności”, organu KC PPR, i w organizowaniu Centralnej Techniki PPR. Jako pierwszy dowódca Okręgu Warszawa-Miasto zainicjował tworzenie „piątek” GL w poszczególnych dzielnicach. W końcu stycznia 1942 został aresztowany w okolicy Placu Trzech Krzyży. Poddany torturom, nikogo nie wydał. Zginął zamęczony w siedzibie Gestapo w al. Szucha. Został pochowany na Cmentarzu Komunalnym na Powązkach (kwatera C6 ZWM-2-9).

## Odznaczenia
- Order Krzyża Grunwaldu II klasy – pośmiertnie 29 maja 1946 za zasługi położone w walce z okupantem i udział w pracach konspiracyjnych w okresie okupacji[6].

## Awanse
- oficer Sztabu Głównego GL – 1942